# Turek (stroj)

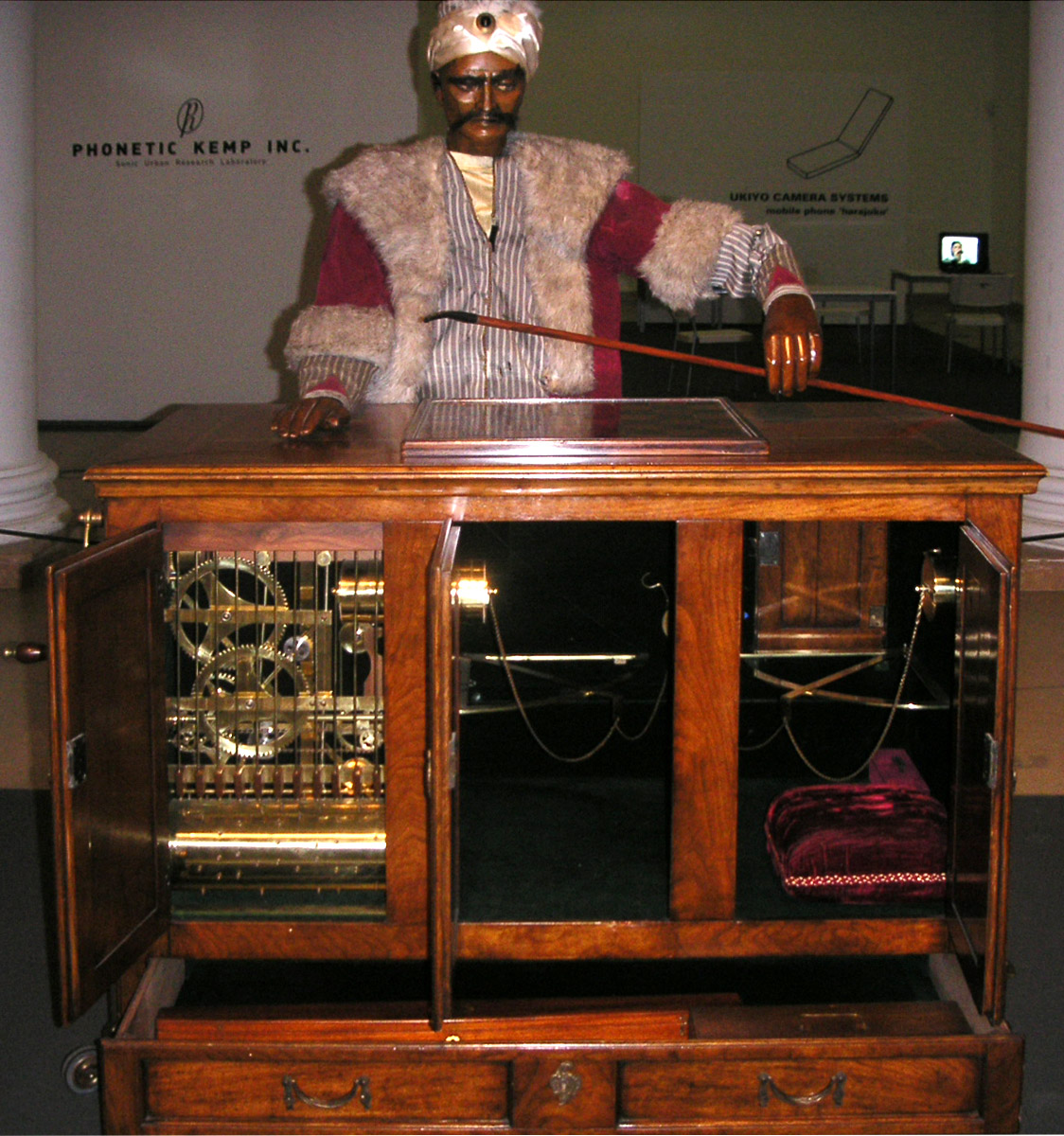
Rekonstrukce Turka od Johna Gaughana, výrobce vybavení pro kouzelníky v Los Angeles

Turek byl mechanický stroj, provozovaný v 18. a 19. století, který jeho majitelé vydávali za šachový automat, ovšem ve skutečnosti byl velmi propracovanou mystifikací. Mechanismus zkonstruoval roku 1771 bratislavský vynálezce Wolfgang von Kempelen a veřejnosti ho předvedl ještě téhož roku na zámku Schönbrunn za přítomnosti Marie Terezie. Stroj hrával šachové partie proti lidským protihráčům nebo předváděl tzv. jezdcovu procházku – šachový problém ukládající hráči objet jezdcem celou šachovnici tak, aby každé pole navštívil právě jednou.
Stroj obdržel jméno Turek (německy: Türke) podle svého vzhledu. Jednalo se o mechanické zařízení ukrývající skutečného šachistu, který se v případě kontroly vnitřku skříně přemísťoval z jedné strany na druhou, aby unikl pohledu diváků. Během hry ovládal Turkovu ruku, přičemž o postavení na šachovnici byl informován pomocí magnetů na spodní straně šachovnice, na které si svítil svíčkou. Z nejznámějších šachistů, kteří Turka obsluhovali, lze jmenovat např. Johanna Baptistu Allgaiera, Jacquese Moureta, Williama Lewise a Williama Schlumbergera.
Turek hrál v různých zemích Evropy a Ameriky po téměř 84 let a porazil mnoho vyzývatelů včetně státníků jako Napoleona Bonaparte a Benjamina Franklina. Ačkoliv mnoho lidí vyjádřilo podezření, že uvnitř stroje se někdo ukrývá, veřejně byl trik vysvětlen až roku 1857 v americkém periodiku The Chess Monthly. V té době již Turek neexistoval: roku 1854 shořel při požáru muzea ve Filadelfii.

## Konstrukce

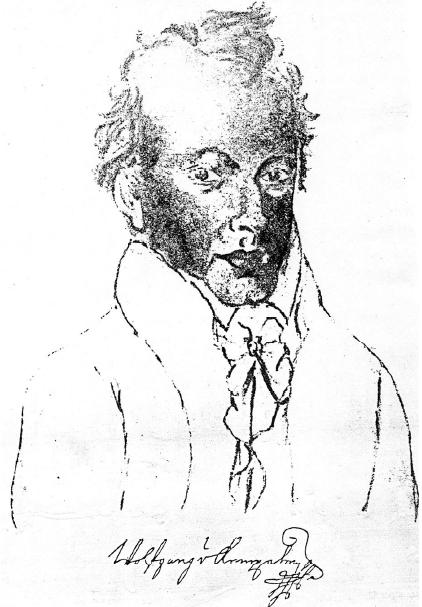
Podepsaný autoportrét Wolfganga von Kempelena, kresba uhlem

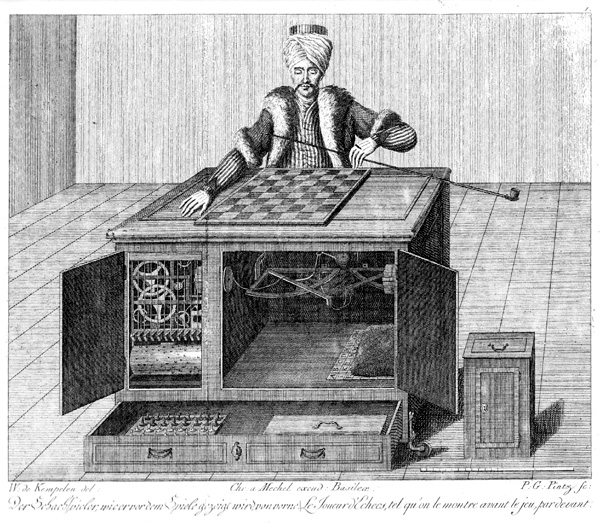
Turek s otevřenou skříní vystavující funkční části. Pravítko v pravém dolním rohu usnadňuje určení rozměrů stroje. Kempelen byl zručný rytec a je možné, že obrázek nakreslil osobně

Kempelena k sestrojení Turka inspirovala návštěva u dvora Marie Terezie na zámku Schönbrunn, kde zhlédl představení francouzského iluzionisty Françoise Pelletiera. Po představení Kempelen slíbil, že se do zámku vrátí s vynálezem, který tyto iluze ještě převýší.
Výsledkem byl tzv. Automatický šachista, později známý jako Turek.

### Viditelná část zařízení

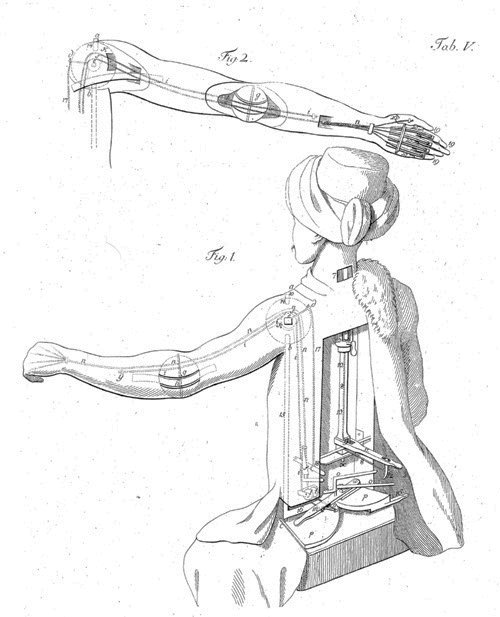
Ilustrace mechanických částí modelu. Různé části byly ovládány pomocí vnitřního soustrojí

Zařízení se skládalo z modelu torza lidského těla a hlavy s černými vousy a šedýma očima v životní velikosti, oblečeného v tureckém oděvu s turbanem. V levé ruce držel tureckou dýmku, zatímco pravá ležela na velké skříni, která byla asi 110 cm dlouhá, 60 cm široká a 75 cm vysoká.
Šachovnice na horní straně skříně byla velmi tenká, aby umožňovala magnetické spojení. Každá šachová figura měla zespodu připevněný malý magnet, a když byla položena na šachovnici, přitáhla k sobě magnet připevněný k drátku pod určitým místem šachovnice. Takto člověk uvnitř zařízení viděl, které figury se na šachovnici pohnuly a kam. Spodní část šachovnice byla popsaná odpovídajícími čísly 1–64, což ukrytému člověku umožňovalo tahy lépe sledovat. Vnitřní magnety byly umístěny tak, aby na ně nepůsobily vnější magnetické síly, a Kempelen často nechával ležet po straně šachovnice velký magnet, aby ukázal, že stroj není magnetismem nijak ovlivňován.
K Turkovi patřila také malá dřevěná kazeta připomínající rakev, kterou uvaděč umísťoval na Turkovu skříň, aby diváky či hráče dále sváděla na falešnou stopu. Zatímco pozdější majitel stroje Johann Nepomuk Mälzel ji nepoužíval, Kempelen do ní často nahlížel, čímž naznačoval, že kazeta řídí nějakou část stroje. Někteří lidé věřili, že kazeta má nadpřirozenou moc. Karl Gottlieb von Windisch roku 1784 napsal, že „zvláště jedna stará paní, která ještě nezapomněla příběhy, které jí vyprávěli, když byla malá …, se šla ukrýt k sedadlu u okna, tak daleko od zlého ducha, o němž věřila, že posedl stroj, jak jen to bylo možné“.

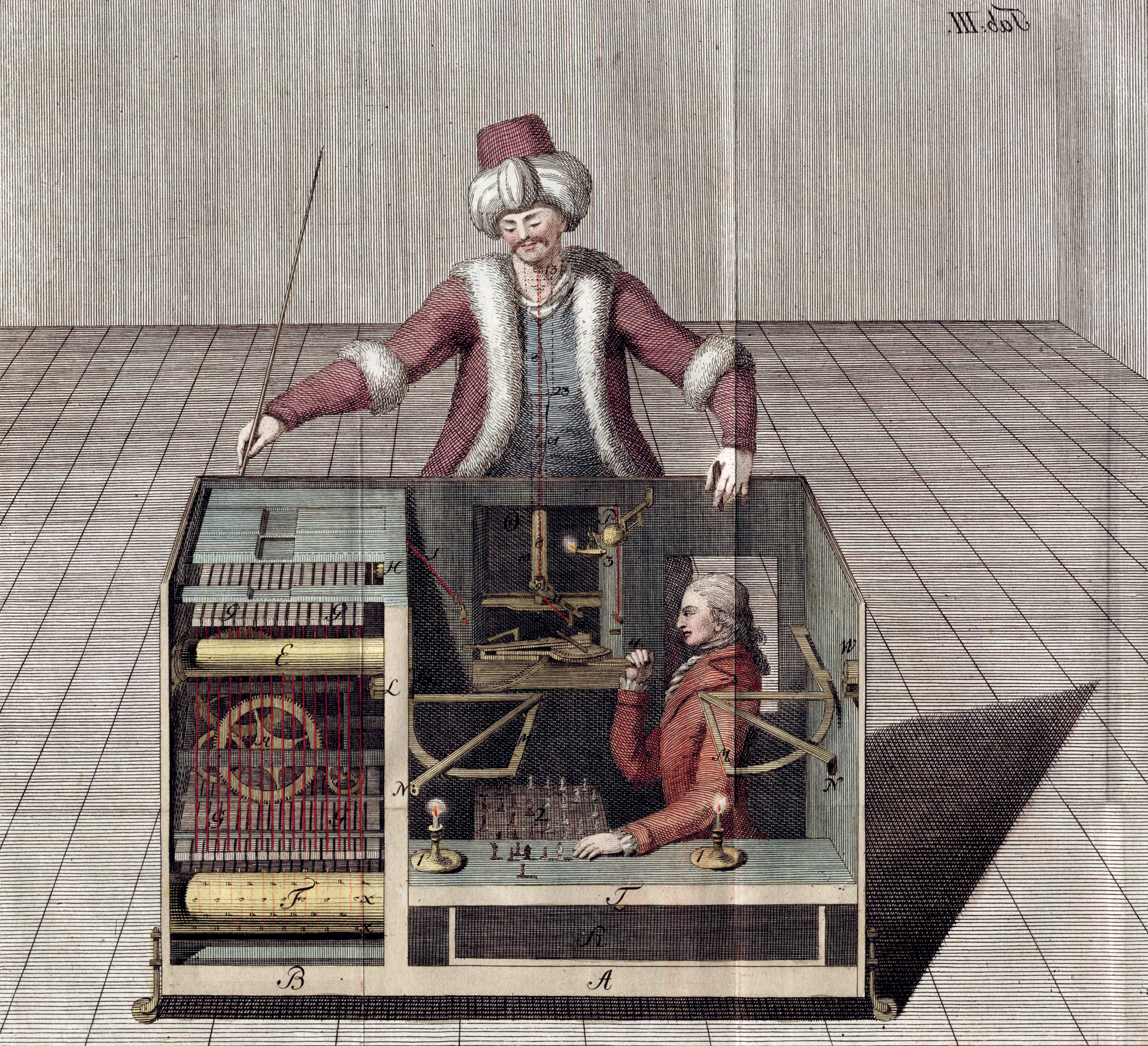
Průřez zařízením od Josepha Friedricha von Racknitz, zobrazující autorovu představu o umístění člověka uvnitř skříně v průběhu hry. Racknitz se mýlil nejen co se týče této pozice, ale i rozměrů stroje

Součástí horní desky skříně byla šachovnice o hraně asi 45 cm. Čelní strana skříně obsahovala trojí dvířka a zásuvku se sadou červených a bílých šachových figur ze slonoviny.

### Vnitřek zařízení
Vnitřek zařízení byl velmi komplikovaný, protože bylo nutné svést pozorovatele na špatnou stopu. Když se otevřela levá část skříňky, bylo vidět mnoho převodů a ozubených kol, podobně jako v hodinovém stroji. Pokud byla otevřena i zadní dvířka skříně, bylo vidět skrz celý stroj. Druhá část skříně již neobsahovala žádná soustrojí – místo toho tam byla červená poduška, několik odstranitelných součástí a mosazná konstrukce. Také tato část dovolovala ničím nerušený pohled skrze stroj. Pod oděvem modelu Turka byla skrytá další dvoje dvířka. Po jejich otevření se opět naskýtal podobný volný pohled na různá soukolí napříč strojem. Při předvádění bylo možné pro udržení iluze otevřít kterákoliv dvířka.
Soustrojí viditelné na levé straně zařízení ani zásuvka, která ukrývala sadu šachových figur, se však nerozprostíraly až do zadní části skříně – končily asi v jedné třetině. Bylo zde umístěno pojízdné sedadlo, které umožňovalo člověku ukrytému uvnitř se pohybovat z místa na místo, a tak se vyhnout zpozorování při otevírání různých dvířek.
Interiér obsahoval také dírkovaný panel spojený se sadou pák fungujících na principu pantografu, které ovládaly levou paži modelu. Kovové ukazovátko pantografu se pohybovalo nad vnitřní šachovnicí a současně pohybovalo paží Turka nad šachovnicí na skříni. Rozsah pohybu byl dostatečný na to, aby umožňoval ukrytému člověku pohybovat s paží nahoru a dolů, přičemž otáčením páky se otvírala a zavírala Turkova dlaň, díky čemuž mohl uchopit šachovou figuru. Aby ukrytý člověk na tuto manipulaci ve skříni viděl, měl k dispozici obyčejnou svíčku, kvůli níž byl systém opatřen ventilací. Jiné části soustrojí měly za úkol dělat v průběhu Turkova tahu zvuky typické pro hodinové soukolí, čímž dále zvyšovaly iluzi, že jde o práci stroje. Další části pak Turkovi umožňovaly používat různé mimické výrazy. Poté, co Turka do svého vlastnictví získal Mälzel, nechal k němu přidělat hlasový aparát, který stroji umožňoval v průběhu partie zvolat „Échec!“ (francouzsky „šach“).
Obsluha ukrytá ve stroji měla k dispozici také nástroj pro dorozumívání s člověkem, který představení uváděl. Na vnitřní a vnější straně skříně byly naproti sobě umístěné dva mosazné kotouče opatřené čísly. Pomocí tyče bylo možné kotouče nastavit na určité číslo, což umožňovalo kódovanou komunikaci.

## Představení
Turek debutoval roku 1771 na zámku Schönbrunn, asi půl roku po Pelletierově představení. Prvním Turkovým soupeřem byl schönbrunský dvořan hrabě Johann Ludwig Cobenzl. Stejně jako další vyzývatelé toho dne byl rychle poražen. Podle vyjádření pozorovatelů stroj hrál agresivně a své protihráče porážel během třiceti minut.
Vždy, když Kempelen Turka ukazoval, začal otevřením dvířek a zásuvky skříně, aby divákům umožnil si stroj prohlédnout. Po prohlídce oznámil, že stroj je připraven na svého vyzývatele.
Kempelen hráče informoval, že partii zahajuje Turek. Mezi jednotlivými tahy měl Turek levou paži položenou na podušce. Pokud ohrozil soupeřovu dámu, dvakrát přikývl, pokud dal šach králi, přikývl třikrát. Pokud protihráč táhl v rozporu s pravidly, Turek potřásl hlavou, vrátil figuru zpět a táhl sám, takže protihráče potrestal ztrátou tahu. Francouzský spisovatel Louis Dutens, který se účastnil představení Turka, se ho pokusil obelstít tak, že dámou táhl, jako by se jednalo o jezdce. Podle jeho vyjádření se ale Turek nedal ošálit a dámu vrátil zpět. Kempelen v průběhu partie vybízel pozorovatele, aby ke skříňce přinesli magnety, kusy železa či magnetitu a ověřili si, zda je stroj poháněn nějakou formou magnetismu nebo závažími.

Jezdcova procházka, Turkem předváděné řešení. Uzavřený okruh cesty jezdce šachovnicí dovoluje předvést řešení z jakéhokoliv počátečního pole šachovnice

Další součástí představení bývalo řešení slavné šachové úlohy zvané jezdcova procházka. V této úloze se má hráč pokusit objet jezdcem celou šachovnici tak, aby cestou každé pole navštívil právě jednou. Přestože většina zkušených hráčů té doby měla s úlohou potíže, Turek ji byl schopen řešit bez problému z jakéhokoliv počátečního pole šachovnice. Ukrytý člověk jezdce ovládal pomocí zmíněného dírkovaného panelu a k dispozici měl ve skříni také náčrt řešení.
Turek byl také schopen hovořit s diváky pomocí desky s písmeny. Člověk, který se ve skříni ukrýval v dobách, kdy stroj předváděl Kempelen, a jehož identita je dnes neznámá, byl schopen komunikovat anglicky, francouzsky a německy. Univerzitní matematik Carl Friedrich Hindenburg si dělal poznámky hovorů vedených Turkem v době jeho pobytu v Lipsku a roku 1789 je publikoval pod názvem Über den Schachspieler des Herrn von Kempelen und dessen Nachbildung. Témata otázek, na něž Turek odpovídal, se týkala jeho věku, rodinného stavu a skrytých funkcí.

## Evropské turné
Krátce po premiéře se zvěsti o stroji začaly šířit po Evropě. Kempelen se však v té době zabýval jinými projekty, předvádění Turka se vyhýbal a často zájemcům o partii lhal, že stroj je porouchaný. Von Windisch napsal, že Kempelen odmítal žádosti svých přátel i zvědavců ze všech zemí. Během následujícího desetiletí Turek sehrál jen jedinou partii, a to proti skotskému šlechtici Siru Robertu Keithovi. Kempelen dokonce zašel až tak daleko, že Turka po zápase zcela rozebral. O vynálezu údajně hovořil jako o nevýznamné maličkosti a jeho popularita ho netěšila, protože chtěl raději pokračovat v práci na parním pohonu a strojích napodobujících lidskou řeč.
Roku 1781 dostal Kempelen příkaz od císaře Josefa II., aby Turka zrekonstruoval a doručil do Vídně u příležitosti státní návštěvy ruského velkovévody Pavla. Představení bylo natolik úspěšné, že velkovévoda navrhl uspořádat turné po Evropě, s čímž nakonec Kempelen neochotně souhlasil.

### Turek vPaříži

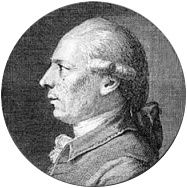
François-André Danican Philidor porazil Turka v Paříži roku 1783

Své turné Turek započal v dubnu roku 1783 ve Francii. Představení v Paříži předcházela zastávka ve Versailles, kde Turek prohrál s Charlesem Godefroyem de La Tour d'Auvergne, vévodou z Bouillonu. Po příjezdu do Paříže v květnu roku 1783 byl vystaven veřejnosti a sehrál partie s nejrůznějšími protihráči. Od partie ve Versailles se množily žádosti o utkání s François-André Danicanem Philidorem, který byl považován za nejlepšího šachistu své doby. Po přesunu do kavárny Café de la Régence se Turek střetl s mnoha dobrými šachisty a často prohrával. Nakonec byl domluven zápas s Philidorem ve Francouzské akademii věd. Třebaže Philidor vyhrál, jeho syn zaznamenal, že otec utkání nazval „nejnáročnější partií, jakou kdy sehrál“. Poslední partii v Paříži Turek odehrál proti Benjaminu Franklinovi, který zde pracoval jako velvyslanec Spojených států. Franklinovi se údajně partie proti Turkovi líbila. O stroj se zajímal i po zbytek svého života a ve své osobní knihovně měl výtisk knihy Philipa Thicknesse The Speaking Figure and the Automaton Chess Player, Exposed and Detected.

### Turek vBritánii aNěmecku
Z Paříže se Kempelen přesunul s Turkem do Londýna, kde ho denně představoval za pět šilinků. Philip Thicknesse, známý skeptik té doby, Turka sledoval a snažil se odhalit princip stroje. Třebaže Kempelena respektoval jako velmi vynalézavého člověka, tvrdil, že Turek je propracovaná mystifikace, a popisoval ho jako komplikovaný mechanický stroj, uvnitř kterého se ukrývá malé dítě. Podle něj Turek nebyl nic více, než jedno z mnoha vynalézavých zařízení, jejichž účelem bylo oklamat pozorovatele.
Po roce stráveném v Londýně Kempelen s Turkem cestoval do Lipska a cestou se zastavil v různých evropských městech. Z Lipska jel do Drážďan, kde Turka zhlédl Joseph Friedrich von Racknitz, který poté svá zjištění spolu s nákresy vysvětlujícími jeho názor na způsob fungování stroje zveřejnil ve spisku Ueber den Schachspieler des Herrn von Kempelen, nebst einer Abbildung und Beschreibung seiner Sprachmachine. Dále se Turek přestěhoval do Amsterdamu a poté Kempelen údajně přijal pozvání pruského krále Fridricha II. Velikého na zámek Sanssouci v Postupimi. Fridrich prý zaplatil Kempelenovi za prozrazení tajemství velkou sumu peněz. Tajemství Fridrich nikdy neprozradil, ale poznání skutečnosti jej zklamalo. Tento příběh však téměř jistě není pravdivý; neexistuje žádný důkaz o tom, že by se Fridrich někdy s Turkem setkal. První zmínka o této údajné události pochází ze začátku 19. století, kdy se o Turkovi také nepravdivě říkalo, že hrál proti anglickému králi Jiřímu III. Nejpravděpodobnější se zdá, že stroj ležel po dvě desetiletí nepoužíván na zámku Schönbrunn, přestože Kempelen se ho ke konci neúspěšně snažil prodat. Kempelen zemřel 26. března 1804 ve věku 70 let.

## Nový majitel Mälzel
Po Kempelenově smrti Turek nebyl vystavován až do doby někdy před rokem 1808, kdy se ho Kempelenův syn rozhodl prodat Johannu Nepomuku Mälzelovi, bavorskému hudebníkovi se zájmem o různé stroje a vynálezy. Mälzel, mezi jehož vlastní úspěchy patřil patent na jeden typ metronomu, se pokoušel Turka zakoupit již dříve, před smrtí Kempelena. Dohoda však tehdy ztroskotala na Kempelenově požadavku 20 000 franků, zatímco nyní jej koupil za polovinu této sumy.
Poté, co Mälzel Turka získal, musel se nejprve seznámit se všemi jeho tajemstvími a provést určité opravy. Prohlásil, že jeho cílem je učinit z vysvětlení principu fungování Turka ještě větší výzvu. Dosažení tohoto cíle trvalo deset let a Turek se mezitím účastnil dalších představení, z nichž nejvýznamnější byla partie proti Napoleonovi Bonapartemu, při které byl operátorem stroje rakouský šachový mistr Johann Baptist Allgaier.
Roku 1809 přijel Bonaparte na zámek Schönbrunn. Podle očitého svědka si nastavení stroje před partií vzal na starost sám Mälzel. Před začátkem partie Turek Bonapartemu zasalutoval. Podrobnosti o partii byly zveřejněny mnohokrát a mnohé z nich si protiřečí. Bradleye Ewart uvedl, že Bonaparte seděl u odděleného šachového stolku v části oddělené provazem a nebylo mu dovoleno přecházet do části, kde byl umístěn Turek. Mälzel přecházel tam a zpět, předával tahy mezi soupeři a snažil se umožnit dobrý výhled divákům. Bonaparte se překvapivě ujal prvního tahu místo toho, aby podle zvyklosti toto právo přenechal Turkovi, ale Mälzel nechal hru pokračovat. Krátce poté se Bonaparte pokusil o tah proti pravidlům. Turek figuru vrátil na původní místo a pokračoval ve hře. Bonaparte se znovu pokusil o stejný tah, načež Turek jeho figuru odstranil ze šachovnice úplně a poté táhl. Bonaparte se o tento tah pokusil ještě jednou, na což prý Turek reagoval máchnutím paže a smetením všech figur ze šachovnice. Bonaparte byl údajně ohromen a poté s Turkem sehrál skutečnou partii, kterou dotáhl do devatenáctého tahu, než položil krále na znamení porážky. Některé verze příběhu tvrdí, že Bonaparte byl prohrou se strojem rozladěn a později s ním hrál znovu, tentokrát s magnetem na desce skříně a s šálou okolo Turkovy hlavy a těla, aby mu zatemnil výhled na šachovnici.
Roku 1811 Mälzel přivezl Turka do Milána, aby ho představil italskému místokráli Evženu de Beauharnais. Tomu se stroj velmi zalíbil a Mälzelovi nabídl, že ho od něj odkoupí. Po určitém vyjednávání Beauharnais Turka získal za 30 000 franků – třikrát tolik, co zaplatil Mälzel – a ponechal si ho čtyři roky. Roku 1815 se však Mälzel vrátil a požádal Beauharnaise, aby mu Turka opět odprodal. Nakonec se dohodli, že Mälzel Beauharnaisovi 30 000 franků splatí ze zisků budoucích představení, přičemž ho nesmí odvézt mimo evropský kontinent.

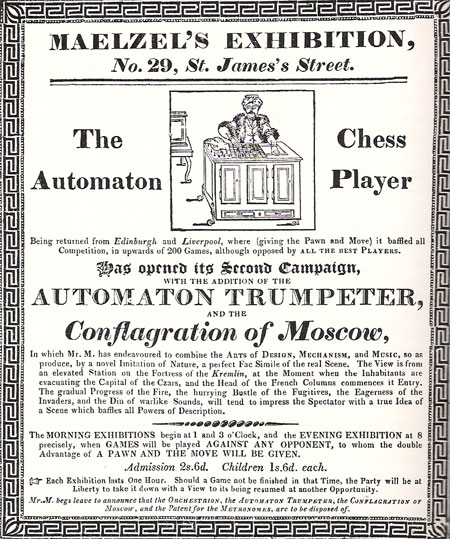
Inzerát propagující Mälzelovo představení s Turkem v Londýně

Krátce po znovunabytí Turka ho Mälzel přivezl zpět do Paříže, kde se seznámil s mnoha významnými šachisty v Café de la Régence. Mälzel se strojem pobýval ve Francii až do roku 1818, kdy se přestěhoval do Londýna, kde často Turka i své další stroje ukazoval na představeních. Turka zde dále vylepšoval a nakonec k němu připojil „hlasovou skříňku“, takže když stroj dával protihráči šach, zvolal francouzsky „Échec!“.
Roku 1819 vzal Mälzel Turka na cestu po celém Spojeném království. Turkovy partie doznaly některé změny, například byl dovolen úvodní tah protihráčem nebo Turek hrál bez střelcova pěšce na královském křídle. Tím se opět zvýšil zájem o utkání se strojem a W. J. Hunneman sestavil knihu zaznamenávající Turkovy partie odehrané s tímto handicapem. Turek přesto 45krát zvítězil, přičemž prohrál pouze třikrát a dvě partie skončily patem.

## Mälzel vAmerice
Ačkoliv Turkova představení byla zisková, Mälzel se zadlužil a Beauharnais ho nakonec zažaloval za nedodržení smlouvy.
Mälzelovi se nedařilo Turka prodat, aby mohl dluhy splatit, a tak ho i své další stroje odvezl do Spojených států.
Roku 1826 si otevřel výstavu v New Yorku, která postupně získávala na popularitě a stala se předmětem mnoha novinových článků i anonymních výhrůžek, že tajemství bude vyzrazeno. Před příjezdem do Spojených států Mälzel ve Francii zaučoval neznámou ženu, která měla stroj obsluhovat, nyní však musel najít někoho nového. Nakonec povolal z Evropy francouzského šachistu Williama Schlumbergera, který stroj již dříve obsluhoval. Do jeho příjezdu však byl nucen, k velkému zklamání veřejnosti, omezit představení Turka pouze na předvádění šachových koncovek, neboť obsluha, kterou prozatím pronajal, neovládala dostatečně šachové umění.
Po Schlumbergerově příjezdu Turek debutoval v Bostonu. Mälzel šířil pověsti, že newyorští šachisté nezvládali sehrát celé partie a že hráči z Bostonu jsou mnohem lepšími protivníky. Po mnoho týdnů měl velký úspěch a turné se na tři měsíce přesunulo do Filadelfie. Poté se Turek stěhoval do Baltimore, kde hrál po několik měsíců a mimo jiné prohrál s Charlesem Carrollem, signatářem Deklarace nezávislosti Spojených států. V průběhu baltimorských představení se objevily zprávy, že jistí bratři Walkerové sestrojili vlastní šachový automat. Mälzel zhlédl hru jejich stroje a pokusil se ho koupit, ale nakonec nabídku stáhl. Duplikát fungoval po mnoho let, ale nikdy nedosáhl Turkovy slávy a nakonec upadl v zapomnění.
Mälzel cestoval po Spojených státech až do roku 1828, kdy se rozhodl si odpočinout a navštívil Evropu. Do Spojených států se vrátil roku 1829. V průběhu 30. let pokračoval v turné po Spojených státech až k řece Mississippi a navštívil také Kanadu. V Richmondu ve Virginii Turka pozoroval Edgar Allan Poe, který v periodiku Southern Literary Messenger publikoval v dubnu 1836 esej Maelzel's Chess Player. Ačkoliv mnohé Poeovy předpoklady byly nesprávné, jde o nejznámější článek pojednávající o tomto stroji.
Nakonec Mälzel Turka vzal do Havany. Na Kubě však Schlumberger zemřel, Mälzel se ocitl bez obsluhy stroje a sklíčený se vrátil do Filadelfie. Později Havanu navštívil ještě jednou, ovšem roku 1838 během svého návratu na lodi zemřel. Bylo mu 66 let. Svůj stroj zanechal u kapitána lodi.

## Poslední léta
Po návratu lodi, na níž Mälzel zemřel, se jeho stroje ocitly v rukou jeho přítele, obchodníka Johna Ohla. Ten se pokusil Turka prodat v aukci, ale protože zájemci málo přihazovali, nakonec ho z aukce za 400 dolarů vykoupil sám. Majitele Turek změnil, až když se o něj začal zajímat John Kearsley Mitchell z Filadelfie, osobní lékař Edgara Allana Poea, který stroj velmi obdivoval. Mitchel založil restaurační klub a začal Turka opravovat pro další veřejná vystoupení. Restauraci dokončil roku 1840.
Protože se zájem o Turka rozšířil, rozhodl se Mitchell se svým klubem stroj darovat Čínskému muzeu Charlese Willsona Pealea. Poté se Turek občas zúčastnil nějakého představení, ale nakonec skončil někde v rohu muzea. Zde zůstal zapomenut až do 5. července 1854, kdy v Národním divadle ve Filadelfii propukl požár, který se rozšířil až k muzeu, v němž Turek následně shořel. John Mitchell tvrdil, že z plamenů slyšel Turkova poslední slova – dříve často opakovaná zvolání échec!, échec!

## Odhalování tajemství

### Odhalování tajemství v19.století
Knihy a články na téma funkce údajného šachového automatu, které vyšly ještě před zničením Turka, byly většinou nepřesné a obsahovaly nesprávné domněnky založené na vnějším pozorování. Teprve série článků Dr. Silase Mitchella v americkém periodiku The Chess Monthly roku 1857 zcela odhalila Turkovo tajemství. Silas Mitchell, syn posledního soukromého majitele Turka, napsal, že žádné tajemství nebylo nikdy tak střeženo jako tajemství tohoto stroje, k jehož rozluštění se mnozí přiblížili, ale nikomu se nepodařilo ho vysvětlit beze zbytku. Protože Turek skončil v ohni, Silas Mitchell již nepociťoval žádné důvody, proč řešení této staré hádanky dále skrývat.
Roku 1859 William F. Kummer, který Turka obsluhoval v době, kdy ho vlastnil John Mitchell, odhalil v dopise publikovaném v periodiku Philadelphia Sunday Dispatch další část tajemství: svíčku uvnitř skříně a potrubí, které ji odvětrávalo, vedoucí k Turkově turbanu. Kouř, který stoupal od turbanu vzhůru, se ztrácel v kouři pocházejícím z jiných svítidel v místnosti, kde se partie odehrávala.
Další článek o Turkovi byl publikován roku 1899 v The American Chess Magazine, který psal o Turkově zápasu s Napoleonem Bonaparte. Příběh však byl v podstatě jen shrnutím předchozích zpráv na toto téma. Nový významný článek byl publikován až roku 1947, kdy časopis Chess Review zveřejnil články Kennetha Harknesse a Jacka Straleye Battela, kteří stroj srozumitelně popsali, zveřejnili nové náčrty shrnující informace z předchozích publikací a vysvětlili jeho historii. Další článek napsaný roku 1960 Ernestem Wittenbergem pro časopis American Heritage poskytl nové náčrty popisující umístění obsluhy ve skříni.

### Odhalování tajemství ve 20.století
Roku 1945 vyšla kniha Henryho A. Davidsona A Short History of Chess, která se také zmiňuje o Turkovi, přičemž velký význam přikládá eseji Edgara Allana Poea, v němž tento spisovatel vyjádřil mylnou domněnku, že ukrytý hráč seděl uvnitř figuríny, místo na pohyblivém sedadle uvnitř skříně. Alex G. Bell zase ve své knize The Machine Plays Chess z roku 1978 chybně uvádí, že stroj obsluhoval proškolený chlapec (nebo dospělý velmi malé postavy), který se řídil pokyny šachisty ukrytého někde na scéně nebo v hledišti."
Koncem 20. století byly o Turkovi publikovány i další knihy. Kromě Bellovy publikace to byla roku 1975 kniha The Great Chess Automaton od Charlese Michaela Carrolla a roku 1980 Chess: Man vs. Machine od Bradleye Ewarta, která kromě Turka popisovala i další údajné šachové automaty.
Další zájem se zvedl poté, co počítač Deep Blue od IBM dokázal vyzvat na rovnocenný souboj i ty nejlepší světové šachisty. Roku 2000 byla publikována kniha Geralda M. Levitta The Turk, Chess Automaton a roku 2002 kniha Toma Standage The Turk: The Life and Times of the Famous Eighteenth-Century Chess-Playing Machine. Další pozornosti se Turkovi dostalo roku 2003 v dokumentárním filmu o počítači Deep Blue Game Over: Kasparov and the Machine, natočeném v režii Vikrama Jayantiho.

## Inspirace

### Inspirace pro obdobné stroje

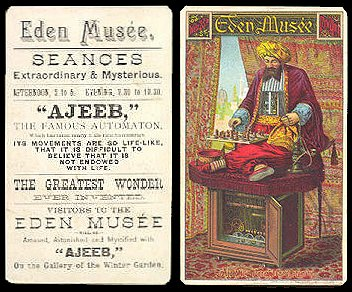
Inzerát na představení stroje Ajeeb, imitace Turka, včetně jeho kresby

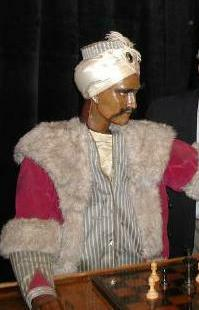
Rekonstrukce Turka od Johna Gaughana

Turek díky své popularitě a tajemnosti inspiroval celou řadu vynálezů a imitací, včetně Ajeeba, známého též jako „Egypťan“, americké imitace sestrojené Charlesem Hopperem, proti kterému hrál například roku 1885 americký prezident Grover Cleveland, nebo Mephista.
John Gaughan, losangeleský výrobce vybavení pro kouzelníky, začal roku 1984 pracovat na vlastní verzi Kempelenova stroje. Stavba mu trvala pět let a stála 120 000 dolarů. Stroj má původní šachovnici, která byla v muzeu uložena odděleně a nepodlehla požáru. Na rozdíl od Kempelenova originálu nyní stroj ovládá počítač. První veřejné představení Gaughanova Turka proběhlo v listopadu 1989 na kouzelnické konferenci.
Roku 1784 Turka navštívil Rev. Edmund Cartwright, kterého stroj tak zaujal, že vyjádřil otázku, zda je obtížnější sestrojit stroj, který bude tkát, nebo stroj, který zvládne všechny možné pohyby potřebné v komplikované šachové partii. Toho roku Cartwrigh patentoval svůj prototyp mechanického tkalcovského stavu. Sir Charles Wheatstone zhlédl Turkovo představení v době, kdy ho vlastnil Mälzel a také měl možnost vidět některé Mälzelovy hlasové přístroje. Wheatstone zapůjčil jednu Kempelenovu knihu Alexandru Grahamu Bellovi, pozdějšímu vynálezci telefonu.
Roku 1912 Leonardo Torres y Quevedo sestrojil šachový automat El Ajedrecista a veřejnosti ho představil během pařížské Světové výstavy roku 1914. S využitím elektromagnetů byl schopen hrát šachové koncovky, takže se jednalo o první skutečný šachový automat.
Roku 2005 internetová společnost Amazon.com uvedla na trh službu Amazon Mechanical Turk koordinující práci počítače s lidskou inteligencí, jejíž název je inspirován principem, na kterém fungoval Kempelenův stroj.

### Inspirace ve filmu
Francouzský němý film Raymonda Bernarda Le joueur d'échecs (česky Šachista) z roku 1927 splétá prvky skutečného příběhu Turka do dobrodružného příběhu zasazeného do doby po Prvním dělení Polska roku 1772. Filmový baron von Kempelen je šlechtic z Vilniusu, který jako svého koníčka sestrojuje automatické stroje. Baron pomůže mladému polskému vlastenci, který náhodou také hraje šachy, uprchnout před okupační ruskou armádou tím, že ho schová uvnitř šachového automatu zvaného Turek, založeného na skutečném Kempelenově modelu. Právě když mají překročit hranice, je baron odvolán do Petrohradu, aby automat předvedl carevně Kateřině II. Kateřina se pokusí automat podvést (podobně jako skutečného Turka Napoleon), a ten reaguje smetením všech figur ze šachovnice.
Stroj je zmíněn také ve třetí epizodě televizního seriálu Terminátor: Příběh Sáry Connorové, kde jedna z postav zkonstruuje šachový počítač a pojmenuje ho podle originálu The Turk.

### Inspirace v literatuře
Turek inspiroval také mnoho beletristických děl. Povídka Ambrose Bierce Moxon's Master, publikovaná roku 1909 je hrůzyplným příběhem šachového automatu podobného Turkovi. Roku 1849, pouze pár let před zničením Turka, napsal Edgar Allan Poe povídku Von Kempelen and His Discovery (česky vyšla pod názvem Von Kempelen a jeho objev). Roku 1938 John Dickson Carr publikoval ve své sérii Dr. Gideon Fell detektivní příběh zamčeného pokoje The Crooked Hinge. Jednou ze záhad příběhu byl i automat, který pracoval na nevysvětlitelném principu. Zařízení podobné Turkovi obsahovala také vědeckofantastická povídka Gena Wolfa z roku 1977 The Marvellous Brass Chessplaying Automaton. Roku 2005 vydal německý spisovatel Robert Löhr historický román Der Schachautomat, který se vrací ke staré domněnce, že automat obsluhoval člověk trpasličího vzrůstu. Kniha vyšla o dva roky později také v českém jazyce pod názvem Šachový Turek. Povídka The Clockwork Horror od F. Gwynplaina MacIntyra z roku 2007 rekonstruuje původní setkání Edgara Allana Poea s Mälzelovým strojem a uvádí přesně (na základě dobových inzerátů v richmondských novinách), kdy a kde se odehrálo.
V New Yorku měla roku 1845 premiéru divadelní hra The Automaton Chess Player. Inzeráty i článek publikovaný v The Illustrated London News tvrdily, že ve hře vystupuje Kempelenův Turek, ale ve skutečnosti se jednalo o kopii sestrojenou J. Walkerem, který již dříve představil vlastní verzi tohoto šachového stroje.

### Jazyková inspirace
Podle jedné teorie Turek také zanechal svou stopu v německém jazyce v podobě idiomu einen Türken bauen („postavit Turka“) nebo türken („turkovat“), ve významu „mystifikovat“ či „podvádět“.
Když firma Amazon.com zaváděla jednu ze svých služeb určenou pro koordinaci lidských zdrojů, při vymýšlení názvu se inspirovala Turkem a produkt nakonec dostal jméno Mechanical Turk.